# 青沼克明
青沼克明（あおぬま かつあき、1961年 - ）は、日本の建築家。長野県生まれ。

## 経歴
1984年に日本大学理工学部卒業。1996年から日建設計インターナショナル勤務。

## 作品
- 中国銀行上海ビル（中銀大厦） 日建設計 上海建築設計研究院（上海現代建築設計集団）
- 上海信息大楼 日建設計 上海建築設計研究院（上海現代建築設計集団）
- 上海新天地 日建設計インターナショナル ウッドアンドザパタ 同済大学建築設計研究院
- 日建設計インターナショナル （47thSTプロジェクト 他 ニューヨーク）